# Haliplus
Haliplus là một chi bọ cánh cứng native to the Palearctic (including Europe), the Afro-tropical region, the Near East, the Nearctic và Bắc Phi.

## Hình ảnh

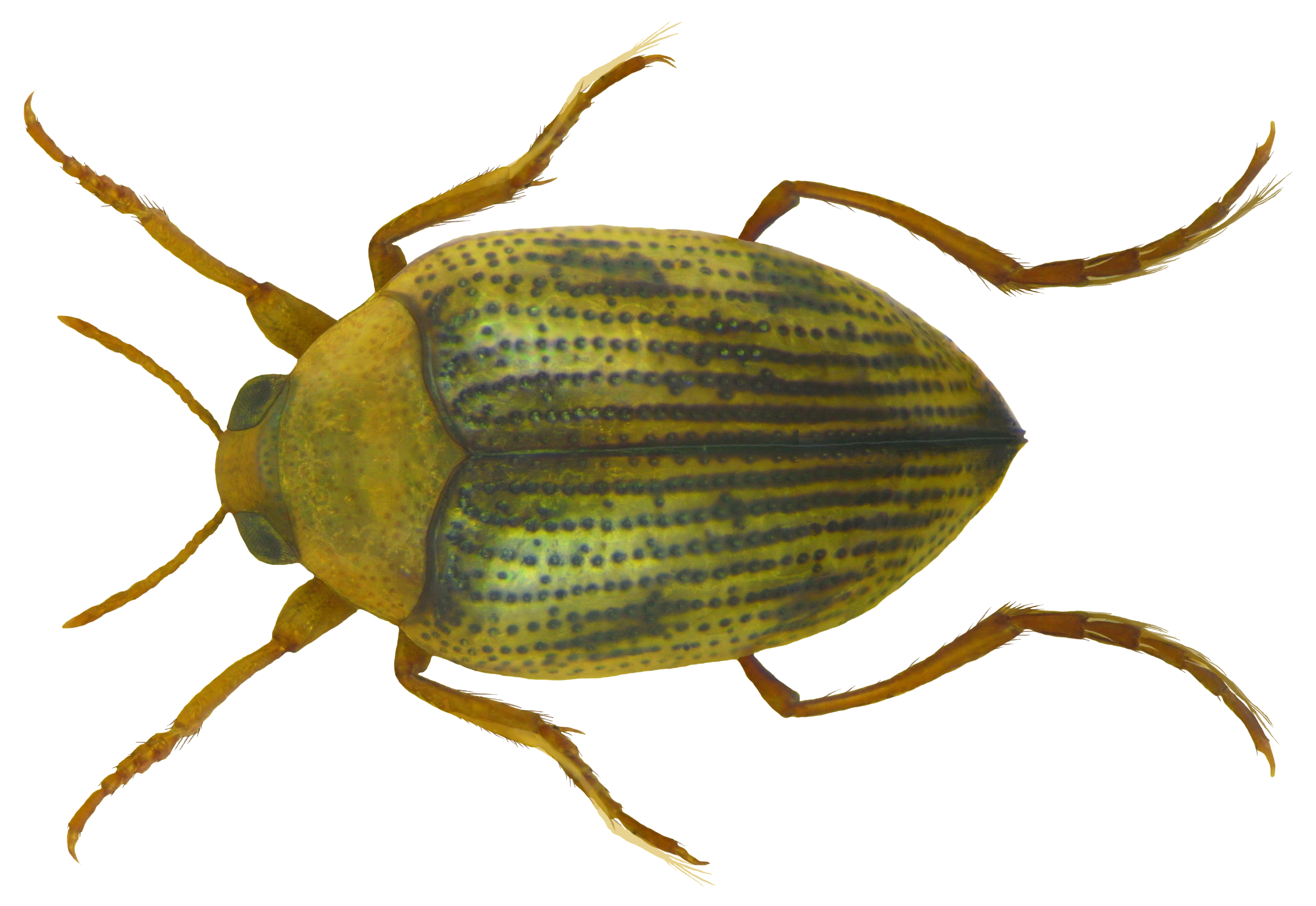
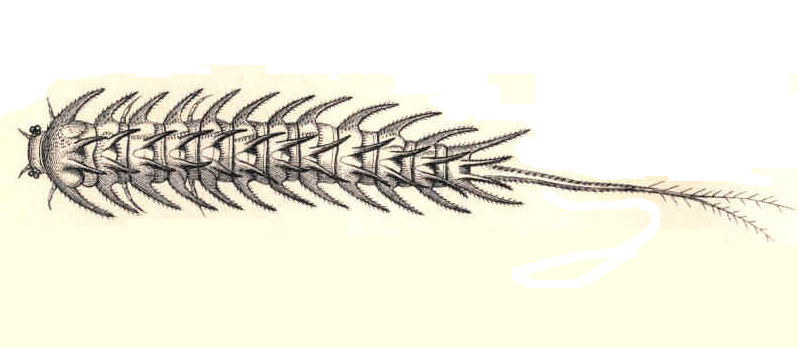
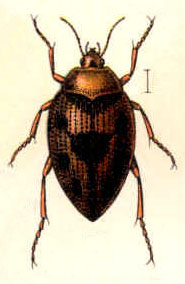

## Danh sách phân chi và loài
- Phân chi Haliplidius
  - Haliplus confinis
  - Haliplus obliquus
  - Haliplus varius
- Phân chi Haliplus
  - Haliplus apicalis
  - Haliplus fluviatilis
  - Haliplus fulvicollis
  - Haliplus furcatus
  - Haliplus heydeni
  - Haliplus immaculatus
  - Haliplus interjectus
  - Haliplus lineolatus
  - Haliplus ruficollis
  - Haliplus sibiricus
  - Haliplus wehnckei
  - Haliplus zacharenkoi
- Phân chi Liaphlus
  - Haliplus andalusicus
  - Haliplus astrakhanus
  - Haliplus dalmatinus
  - Haliplus flavicollis
  - Haliplus fulvus
  - Haliplus gafnyi
  - Haliplus guttatus
  - Haliplus kulleri
  - Haliplus laminatus
  - Haliplus maculatus
  - Haliplus mucronatus
  - Haliplus rubidus
  - Haliplus variegatus
- Phân chi Neohaliplus
  - Haliplus lineatocollis
  - Haliplus ruficeps